# Koga bikō
Koga bikō (japanisch 古画備考, deutsch „Nachweise zu alten Gemälden“, englisch „References of ancient paintings“) ist eine Sammlung von Künstlerbiografien, die von Asaoka Okisada (jap. 朝岡興慶), dem zweiten Sohn des Kanō-Malers Kanō Eishin (jap. 狩野栄信), in der späten Edo-Zeit verfasst wurde. Sie umfasst 51 Bände.
Das Werk wurde im Jahr Kaei 3 (1850) begonnen. Neben Kanō Einōs Werk Honchō gashi (本朝画史, „Malereigeschichte unseres Reiches“) und Hori Naonaos Fusō meigaden (扶桑名画伝, „Überlieferung berühmter Gemälde aus Fusō [Japan]“) zählt das Koga bikō zu den wichtigsten Quellen der japanischen Kunstgeschichte der Frühen Neuzeit. Für die verschiedenen Malschulen und ihre Begründer (流祖, Ryūsō) enthält es genealogische Tabellen; bei einzelnen Künstlern verweist es auf frühere Quellen wie das Gōdanshō (江談抄, „Auszüge aus den Gesprächen am Fluss“), das Inryōken nichiroku (蔭涼軒日録, „Tagesaufzeichnungen aus dem Inryōken“) das Honchō gashi (本朝画史, „Malereigeschichte Japans“), das Shūi (拾彙, „Gesammelte Notizen“) oder das Honchō kōsōen den (本朝高僧伝, „Biografien bedeutender Mönche Japans“) und enthält teilweise Kurzporträts sowie Abdrucke von Künstlersiegeln.
Insgesamt verzeichnet das Koga bikō 3179 Einträge zu japanischen Künstlern sowie 196 Einträge zu koreanischer Malerei in den Bänden 50 und 51. Der Inhalt ist wie folgt gegliedert:
- Band 1: Kaiserhaus (帝室)
- Bände 2–3: Hofadlige (廷臣)
- Bände 4–5: Ryūei, Kriegeradel (柳栄、武家)
- Band 6: Kriegeradel (武家)
- Bände 7–11: Buddhistische Mönche (釈門)
- Band 12: Dichtung, Renga, Tee, Duftkunst, Diverses (詩歌、連俳、茶香、雑)
- Bände 13–28: Berühmte Maler (名画)
- Bände 29–30: Frühe Neuzeit (近世)
- Band 31: Biografien der Ukiyo-e-Künstler (浮世絵師伝)
- Band 32: Kose-Familie, Takuma, Sumiyoshi, Shiba, Awataguchi (巨勢家、宅磨、住吉、芝、粟田口)
- Band 33: Tosa-Familie (土佐家)
- Band 34: Sumiyoshi-Familie (住吉家)
- Band 35: Kōetsu-Schule (光悦流)
- Bände 36–39: Genealogie der Kanō-Schule (狩野譜)
- Bände 40–43: Genealogie der Schüler der Kanō-Schule (狩野門人譜)
- Band 44: Eiryū-Schule (英流)
- Band 45: Palastmaler (宮殿筆者)
- Band 46: Gemeinschaftswerke und unidentifizierte Siegel (合作類及不詳印)
- Bände 47–48: Yamato-e (倭絵)
- Band 49: Biografien von Malern aus Nagasaki (長崎画人伝)
- Bände 50–51: Biografien koreanischer Maler (朝鮮画画伝)

Im Jahr Meiji 36 (1903) erschien eine erweiterte Ausgabe, herausgegeben von Ōta Kin bei Kōbunkan. Außerdem veröffentlichten Tsuji Nobuo und Nakajima Junji 1970 ein nach dem japanischen Silbenalphabet geordnetes Register.